# De Hoop (Overschie)
De Hoop is een voormalige stellingmolen, oorspronkelijk in 1712 gebouwd, in de Rotterdamse deelgemeente Overschie. Van de molen resteert de romp, die als kantoorruimte is ingericht.

## Geschiedenis

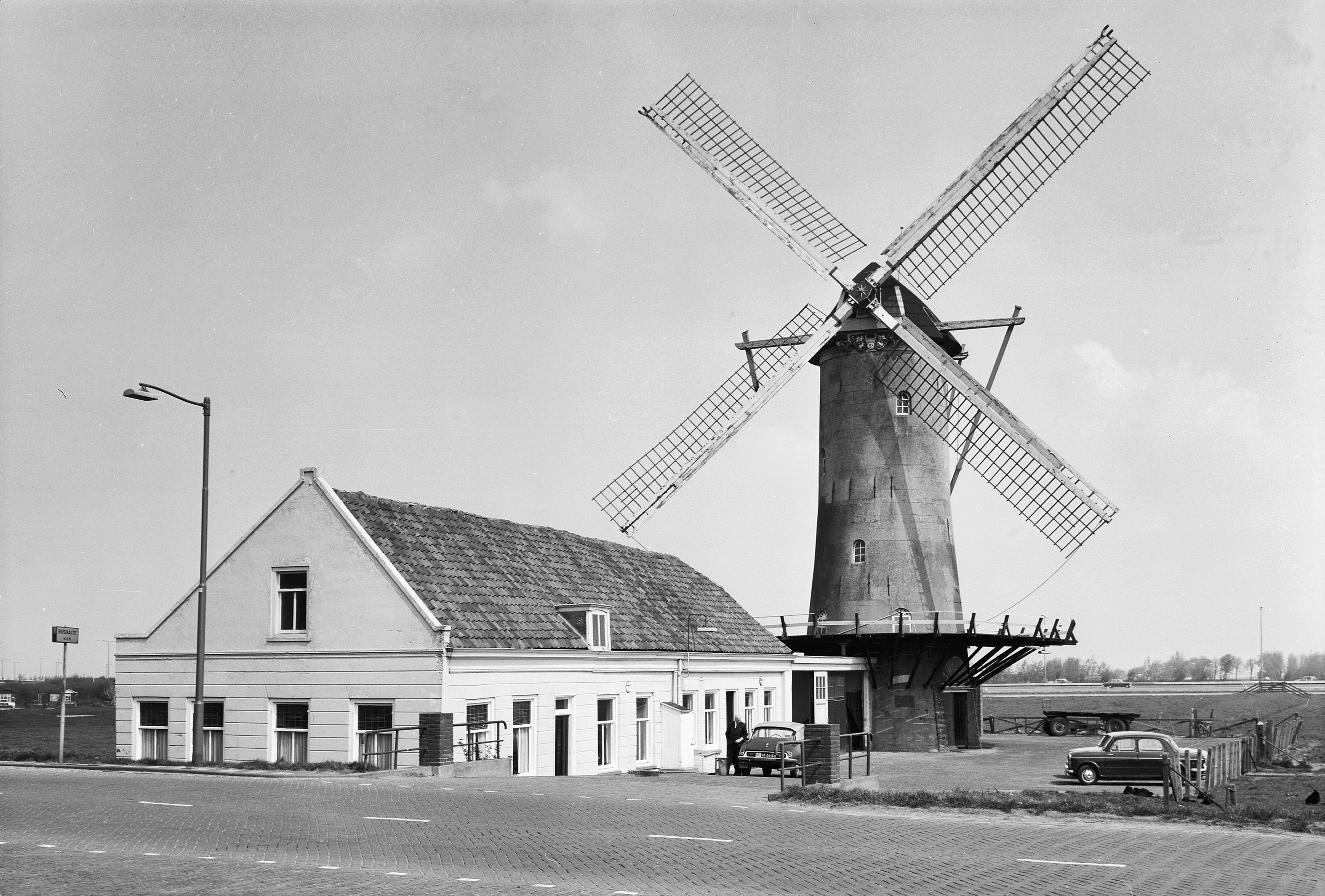
De Hoop in 1968

De molen De Hoop werd in 1712 als een grondzeiler gebouwd als vervanger voor een standerdmolen die al in de 16e eeuw op die plek stond. In 1860 (of 1872) werd de molen verhoogd en tot stellingmolen omgebouwd. In 1900 werd een nieuwe maalderij gebouwd, aangedreven door een stoommachine en in 1925 werd de molen niet meer gebruikt.
In 1940, tijdens de invasie door Duitsland verschansten Duitse parachutisten zich in Overschie. De molen werd als uitkijkpost gebruikt door Nederlandse soldaten, waarop de Nederlandse artillerie in de veronderstelling dat er Duitse parachutisten in de molen verschanst zaten de molen onder vuur nam. Vervolgens heeft dienstplichtig sergeant A.J.F. de Bruijn (drager Bronzen Leeuw) met gevaar voor eigen leven door eigen vuur heen weten te komen om vervolgens zijn manschappen te laten ontkomen aan deze vuurzee. Hoewel de molen zwaar getroffen werd, is deze in 1941 hersteld
. Tijdens de Tweede Wereldoorlog maalde De Hoop tarwe.

### Een nieuwe molen
Begin jaren 60 van de 20e eeuw was de molen nauwelijks meer in bedrijf. Omdat de molen in de aanvliegroute van Vliegveld Zestienhoven lag, moest De Hoop verdwijnen. Een actiecomité heeft ervoor gezorgd dat de molen in 1971 herbouwd werd op een andere plek in Overschie. De naam werd veranderd in De Speelman, naar de familie Speelman die jarenlang de molen heeft beheerd en deze actie heeft gesteund.

### Herbestemming van de oude molenromp
De restanten van de oude molen aan de Delftweg zijn nog lange tijd als kantoor gebruikt. Na de bouw van De Speelman lijken de dagen van de romp van De Hoop geteld. Eind jaren negentig komt de molen met de bijbehorende grond in eigendom van een zakenman uit Syrië, Mohammad Naman Ali-Dib. Samen met zijn in Nederland wonende zoon Azzam Ali-Dib en architect Victor Veldhuijzen Van Zanten komen zij tot een ontwerp om de molen in ere te herstellen en een nieuwe functie te geven. In 2006 wordt de molen in eigendom overgedragen aan Azzam en Ingrid Ali-Dib. Begin 2008 wordt architect Minke Oosterlaan bij het Project Delftweg 110 betrokken en wordt samen met Victor Veldhuijzen Van Zanten verder invulling gegeven aan het project. De molenromp heeft in 2009 een rieten dak gekregen en vormt nu onderdeel van een bedrijfscomplex. Hij is door middel van een doorgang verbonden met het naastliggende pand.
De Distilleerketel · De Hoop Rozenburg · De Lelie · De Nieuwlandse Molen · De Prinsenmolen · De Speelman · De Ster · De Vier Winden · De Zandweg

Voormalige molens

De Arend · De Bartholomeus Everardus · De Blauwe Molen · De Bok · De Bosland · Boezemmolen Nummer 1 · Boezemmolen Nummer 2 · Boezemmolen Nummer 3 · Boezemmolen Nummer 4 · Boezemmolen Nummer 5 · Boezemmolen Nummer 6 · Boezemmolen Nummer 7 · De Ceres · De Cornelis · De Francina · De Goudsblom · De Graankorrel · De Gravenlust · De Haas · Het Zeeuwse Wapen · Hoekmolen · De Hoop Delfshaven · De Hoop IJsselmonde · De Hoop Kralingen · De Hoop Overschie · De Hoop Rotterdam · De Kiesheidschemolen · De Kievit · De Korenaar · De Korenmolen · Kostverlorenmolen · Het Lam · Laantjesmolen · De Liefde · De Lokhorstermolen · De Maria · De Meerkoet · De Naarstigheid · De Noord · Oost-Blommersdijkse Molen · De Oranjeboom · De Pelikaan · Pendrechtse Molen · De Pomp · De Phoenix · De Reus · De Roode Leeuw · Rubroekse Molen · De Schulp · De Valk · Het Vertrouwen · De Vlaggeman · De Waakzaamheid · De Zuid · De Zwaan